# 青森県広報タイム
青森県広報タイム（あおもりけんこうほうタイム）は、青森放送（RABラジオ）で月曜日から金曜日の7:30 - 7:35に放送されている広報番組であり、30年以上放送されている長寿番組である。

## 放送時間
月 - 金曜 7:30 - 7:35。

## 概要
当番組の冒頭には、｢お茶の間と県庁を電波で結ぶ｣と言っている。
番組タイトルにある様に、内容は青森県（県庁・県警）からの広報内容を放送している。

## その他
- 2009年度から金曜の該当時間には前月まで「あおもりTODAY」で月曜13:24から放送していた｢はいうぇい 人街ネット青森｣（NEXCO東日本提供）が、2010年度からの該当時間には「モーニングCube」が放送されていたが、その「モーニングcube」が5分繰り上がった為、金曜の放送が復活した。
なお、「はいうぇい 人街ネット青森」については、月曜13:24から金曜14:55へ移動し、2012年10月からは金曜13:20へ再移動（いずれもあおもりTODAY枠内）。
- 当番組のBGMは現在[いつ?]「青い森のメッセージ」のインストゥルメントが流れているが、かつてはテレビ神奈川のオープニング局名告知や日本テレビあさ天5[1]の｢お天気ここがポイント｣で使用されていたカシオペアの「Sunny Side Feelin'」が流れていた。
- また同局のテレビ番組では、同様の広報番組として『活彩あおもり』を放送している。